# Sarzay
Sarzay là một xã ở tỉnh Indre ở miền trung nước Pháp. Xã này có diện tích 18,3 km², dân số năm 1999 là 319 người. Khu vực này có độ cao trung bình 220 mét trên mực nước biển.